# Rafael Noeritdinov
Rafael Noeritdinov (Russisch: Рафаэль Нуритдинов; Fergana, 12 juni 1977) is een Oezbeeks voormalig wielrenner.

## Belangrijkste overwinningen
2001
GP Industria e Commercio Artigianato Carnaghese
2004
 Oezbeeks kampioen op de weg, Elite

## Resultaten in voornaamste wedstrijden
| Jaar | Ronde van Italië | Ronde van Frankrijk | Ronde van Spanje |
| ---- | ---------------- | ------------------- | ---------------- |
| 2005 |                  | 147e                | 119e             |

| Jaar | Ronde van Vlaanderen | Parijs-Roubaix |  | WK op de weg |
| ---- | -------------------- | -------------- |  | ------------ |
| 2005 | 75e                  | opgave         |  | 90e          |

## Ploegen
- 2001 –  Team Colpack-Astro (stagiair vanaf 1-9)
- 2002 –  Team Colpack-Astro
- 2003 –  De Nardi-Colpack
- 2004 –  De Nardi
- 2005 –  Domina Vacanze